# 本川橋 (新潟県)
本川橋（もとかわばし）とは、新潟県燕市の信濃川に架かる新潟県道165号見附分水線の橋長185.0 m（メートル）のニールセンローゼ橋。

## 概要
燕市に架かる信濃川の橋である。供用中の橋は3代目。長岡市中之島地域と燕市分水地域を結んでいる。すぐ上流に信濃川と大河津分水路の分岐点があり、信濃川に洗堰、大河津分水路側に大河津可動堰がある。
河川流路・道路線型のため斜角が70度あり、落雪を避けるために平行弦形式を採用した。アーチ部の高さは33 mあり、田園地帯である越後平野の中で目立つランドマークになっている。
- 形式 - 単径間鋼下路ニールセンローゼ橋
- 橋長 - 185.000 m
  - 支間長 - 182.000 m
- 幅員 - 14.500 m
  - 車線数 - 2車線
    - 車道 - 7.500 m
    - 歩道 - 両側3.500 m
- 床版 - 鉄筋コンクリート
- 施工 - 石川島播磨重工業・住友重機械工業・松尾橋梁JV、住友重機械工業・松尾橋梁・東日本鉄工JV
- 架設工法 - トラッククレーンベント工法
- 着工 - 1998年（平成10年）4月7日[2]
- 竣工 - 1999年度（平成12年度）
- 開通 - 2000年（平成12年）5月17日[3][4]

## 歴史
1934年（昭和9年）にそれまでは渡船に頼っていたところに木橋を架橋した。翌1935年（昭和10年）に橋長128.7 m、幅5.5 mのワーレントラス橋に架け替えられた。
この橋は老朽化のため1981年（昭和56年）に14トン、1984年（昭和59年）夏頃から10トンの重量制限が行われていた。老朽化に伴う対策として、下流側にある新潟県道256号分水栄線の萬盛橋を架け替えてこれを代替橋とした後本橋の架け替える見通しであったが、本橋の老朽化が著しいことから先に本橋の架け替えを行うこととした。架け替え事業は1986年度（昭和61年度）に事業化され、洗堰改修や河川行政との兼ね合いから着工が遅れていたが、1998年（平成10年）4月7日に着工され、2000年（平成12年）5月17日に開通した。当初の架け替え計画では、12 m下流に橋長191 m、幅12 m（車道6 m・路肩0.5 m・両側歩道2.5 m）の予定であったが、橋長185 m、幅14.5 mのものに変更された。